# Gastronomía del Trentino

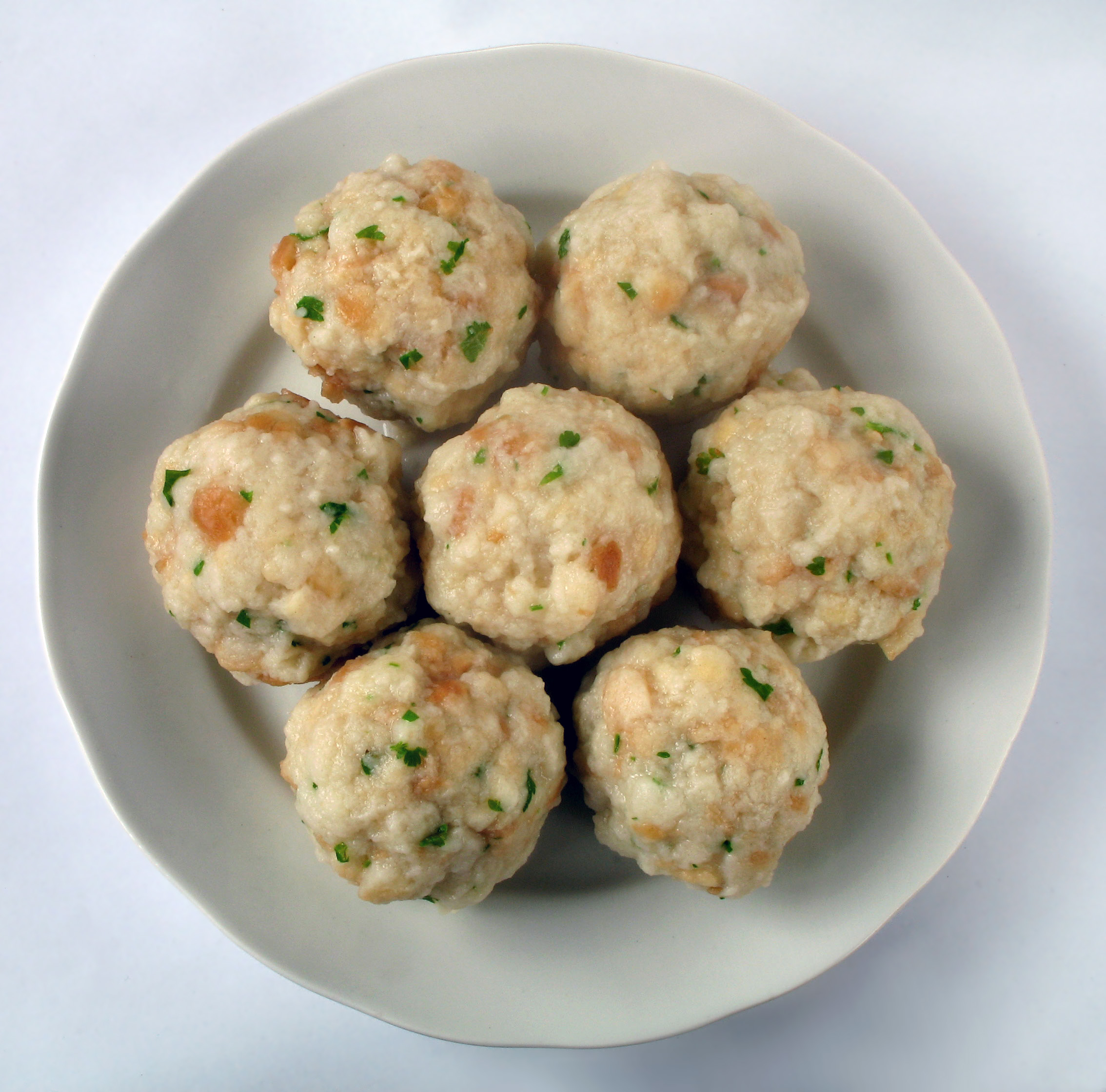
Canéderli o Semmelknödel.

La gastronomía trentina (cucina trentina) son los productos, técnicas culinarias y platos típicos de la provincia de Trento. Sus influencias más inmediatas son la gastronomía véneta y la tirolesa, caracterizada por productos de la cocina austríaca. También está caracterizado por la geografía montañosa del territorio, que históricamente ha aislado al valle de Trento.
La provincia de Trento (también llamada Trentino) se refiere a la mitad sur de la región Trentino-Alto Adigio. Para el artículo sobre la gastronomía de la mitad norte, véase gastronomía del Alto Adigio.

## Platos

### Aperitivos
Un antipasti («aperitivo») muy tradicional es el tortel di patate, a menudo acompañado de un surtido de embutidos y quesos locales.

### Primeros platos
En comparación con las otras regiones de Italia, no hay ningún tipo de pasta tradicional, un alimento que se generalizó solo después de la Segunda Guerra Mundial. Los primeros platos típicos de la tradición trentina son las minestre (sopas), entre las que destacan:
- Orzetto alla trentina o minestra d'orzo (sopa de cebada)

- Panàda
- Mòsa
- Brö brusà (ortografía alternativa: bro' brusà)

En cuanto a gnocchi (ñoquis): 
- Gnocchi di patate alla trentina
- Gnocchi di spinaci
- Gnòchi de pan
- Gnòchi de segale

También son típicas como primer plato los canéderli, conocidos más al norte como semmelknödel, cuya receta clásica incluye pan y carne, a veces queso, y se sirven en un caldo o con mantequilla y salvia. Al igual que todas las recetas regionales, los cocineros y cocineras trentinos han desarrollado variantes al canéderli original, como los canederli con verza (col) y puzzone di Moena.
- Minestra di trippe

- Minestra d'orzo (sopa de cebada)
- Bro' Brusà
- Risotto al teroldego
- Smacafam
- Canederli (en alemán, Semmelknödel o solo knödel) son unas albóndigas (bolas de masa) de pan con multitud de variantes locales.
- Spätzle, también bolas de mada pero de forma más irregular.
- Strangolapreti son similares a los canederli pero más pequeños y generalmente de espinaca.

### Segundo platos
- Carne salada del Trentino
- Ciuiga
- Luganega
- Mortandela
- Osei scampai
- Torta di patate
- Gnocchetti de pujna (ricotta)
- Tonco de pontesel

### Guarniciones
- Crauti (chucrut)
- Polenta
- Polenta di patate (polenta de patata)
- Mosa

## Quesos
- Casolet
- Puzzone di Moena
- Tosèla
- Spressa delle Giudicarie
- Vezzena di Lavarone

## Dulces
- Frittelle di mela, buñuelos de manzana
- Grostoli
- Straboli
- Strudel
- Zelten
- Torta beca

## Vinos y licores
- Casteller
- Rumtopf
- Teroldego
- Vino santo

## Aclaraciones
Algunos platos indicados aquí están «adscritos» a la cocina trentina porque son ampliamente consumidos:
- La polenta es generalizada en toda Italia, especialmente en el norte de Italia (Véneto, Lombardía, Piamonte...)
- Muchos platos, como los canederli o knödel, el strudel o el speck entre otros, tienen orígenes austríacos, pero dada la larga tradición e historia que une al Trentino con el Tirol, se han extendido por todo Trentino-Alto Adigio, tanto en la zona germanohablante como la italohablante.
- Los uccelletti scappati («pajarillos escapados») son unos rollos de ternera, de origen aparentemente bergamasco, hoy típicos de toda Italia. La versión más conocida y extendida de «pájaros escapados» es la receta boloñesa. Rellenas con mortadela (o jamón), queso, hojas de salvia y luego salteadas.